# 三硫代亚砷酸锂
三硫代亚砷酸锂是一种无机化合物，化学式为Li3AsS3。

## 制备
将硫化锂和三硫化二砷按3：1混合并加热至923K，得到产物：
3 Li2S + As2S3 → 2 Li3AsS3